# Jeanine Roze
Jeanine Roze, née le 19 août 1943 à Aurillac, est une productrice musicale française, personnage importante de la scène musicale parisienne.

## Enfance et famille
Ses parents, d'origine juive polonaise, se cachent pendant la guerre dans le Massif Central, où elle naît (elle a un frère cadet né après-guerre). Son père était maroquinier-gantier.
Après-guerre, elle passe son enfance à Pontault-Combault, puis à Paris IIIe à la mort de son père.
Son jeune frère, né après-guerre, Yves Roze, est un chanteur et directeur artistique connu sous le nom de Jean-François Michaël.

## Carrière
Elle assure depuis 1975 la programmation des matinées musicales classiques, le dimanche au Théâtre des Champs-Elysées à Paris (elle avait commencé au théâtre de la gare d'Orsay en 1975) . Elle ne reçoit aucune subvention à cet effet. Parmi les intervenants fréquents de ces concerts du dimanche matin, on relève le quatuor Alban Berg ou Jean-Claude Malgoire.
Elle fut aussi l'agent d'artistes ou de groupes classiques, comme Barbara ou Michel Portal.
Avec la Fondation Jeanine Roze, elle soutient financièrement des projets artistiques et musicaux.